# Stadsvervoer Nederland
Stadsvervoer Nederland (SVN) was een Nederlands stads- en streekvervoerbedrijf. Het bedrijf werd opgericht door de stadsvervoerbedrijven HTM (Den Haag) en Novio (Nijmegen).

## Geschiedenis
Begin 2000 richtten HTM, Novio, GVU en Stadsbus Maastricht gezamenlijk een lege bv met de naam Stadsvervoer Nederland, om daarmee mogelijk in de toekomst in te schrijven op concessiegebieden, voortvloeiend uit het openstellen van de markt in de Wet personenvervoer 2000.. In 2002 concurreerde Stadsvervoer Nederland tevergeefs met Connexxion en Arriva om de concessie Drechtsteden, Alblasserwaard en Vijfheerenlanden. In hetzelfde jaar verloor Stadsvervoer Nederland ook van Syntus in Twente, terwijl in 2004 ook de Veluwe niet werd binnengehaald. Daarnaast deed Stadsvervoer Nederland tevergeefs een poging om Almere en Oost-Brabant te krijgen.
Vanaf oktober 2003 bezat VolkerWessels 51% van de aandelen. Eind 2004 verkocht HTM haar aandelen aan Novio, waardoor Novio voortaan 49% bezat. De verkoop van aandelen aan een buitenstaander in de OV-wereld was voorwaarde om nog langer deel te kunnen blijven nemen aan openbare aanbestedingen. SVN werd namelijk gezien als oneerlijke concurrentie omdat Novio en HTM in respectievelijk Nijmegen en Den Haag een gesloten thuismarkt hadden, waar het stadsvervoer nog onderhands aan deze bedrijven werd gegund.
In juni 2004 werd bekend dat het bedrijf de eerste concessie had gewonnen in Oost-Utrecht, met slechts 0,05 punten verschil met zittend vervoerder Connexxion. Minister Peijs kondigde aan een onderzoek te starten, omdat de gunning aan SVN volgens haar niet volgens de geest van de Wet personenvervoer 2000 was. In opdracht van de provincie Utrecht exploiteerde SVN sinds 12 december 2004 het streekvervoer in het oostelijk deel van de provincie onder de naam Stadsvervoer Nederland Oost-Utrecht. Oorspronkelijk zou het vervoerbedrijf Eemland Express gaan heten, maar SVN kreeg problemen met deze naam omdat het te veel zou lijken op Eemland Reizen, de naam van een touringcaronderneming uit Hilversum.
Per 1 januari 2007 werd Novio, en daar mee ook SVN, overgenomen door Connexxion. SVN werd geïntegreerd in Connexxion, zodat het stads- en streekvervoer in de regio Amersfoort voortaan door hetzelfde bedrijf werd verzorgd. In 2008 werd het streekvervoer in de provincie Utrecht aanbesteed, alle concessies gingen per 14 december 2008 naar Connexxion. Daarmee kwam een einde aan SVN.

## Materieel
| Serie                                              | Aantal | Type                                                                                 | Afbeelding |
| -------------------------------------------------- | ------ | ------------------------------------------------------------------------------------ | ---------- |
| 101 - 131 (bij Connexxion vernummerd: 5101 - 5131) | 31     | Berkhof Ambassador                                                                   |            |
| 501 - 517                                          | 17     | Setra S 315 UL, van Besseling Travel, voor inzet op spitslijnen Amersfoort - Utrecht |            |

De bussen van SVN werden verplaatst naar de verlengde concessie Noord-Holland Noord. Zij werden hiervoor overgespoten in Connexxion-huisstijl.